# Кацпер Стоковський
Кацпер Стоковський (пол. Kacper Stokowski, 6 січня 1999) — польський плавець.
Учасник Олімпійських Ігор 2020 року.
Призер Чемпіонату світу з плавання серед юніорів 2017 року.